# Carl Ryder

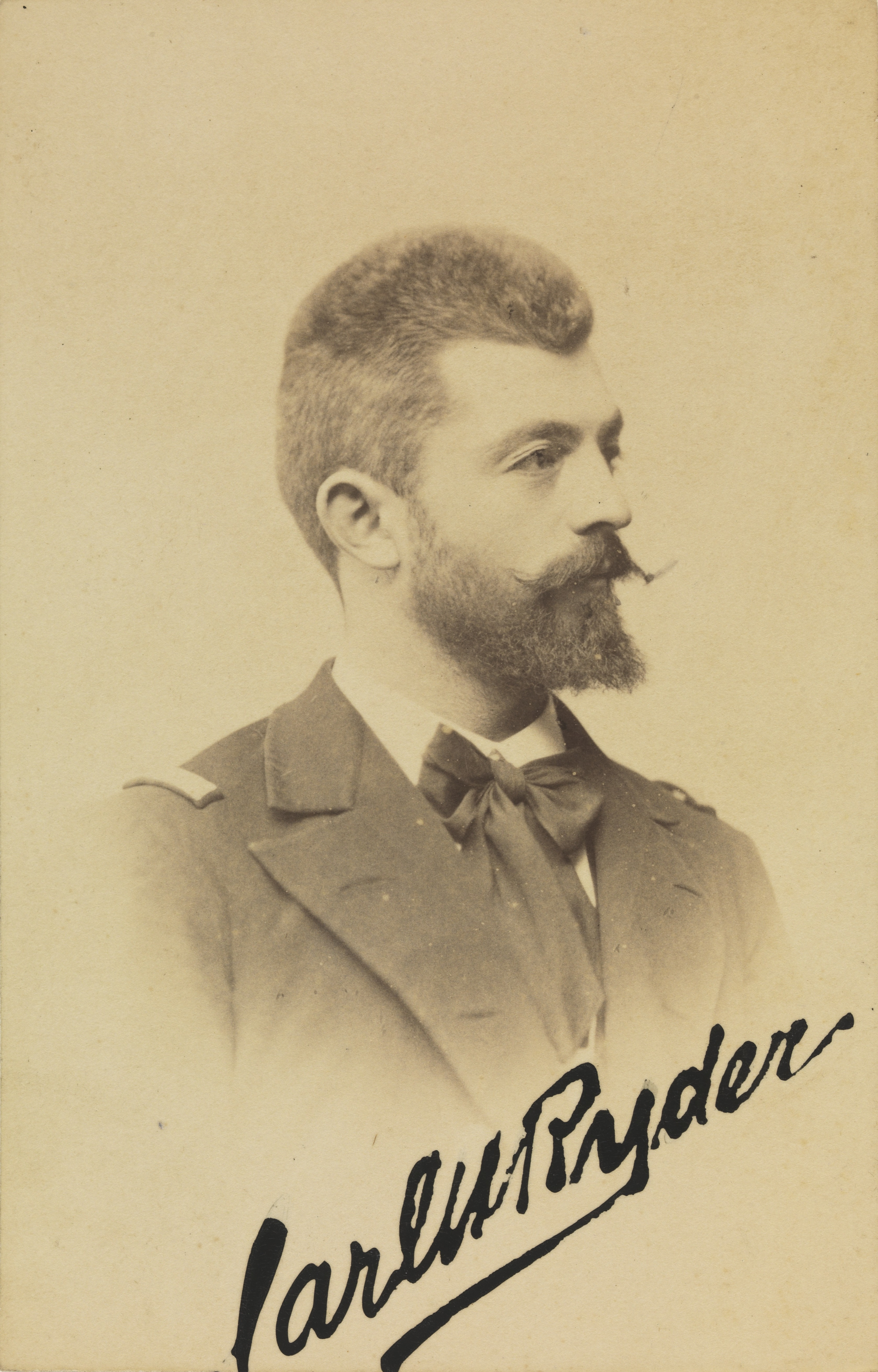
Carl Ryder (zwischen 1880 und 1890)

Carl Hartvig Ryder  (* 12. September 1858 in Kopenhagen; † 3. Mai 1923 ebenda) war ein dänischer Marineoffizier und Polarforscher. Er unternahm mehrere Expeditionen nach Grönland und war von 1907 bis 1923 Direktor des Dänischen Meteorologischen Instituts.

## Leben

### Frühe Jahre

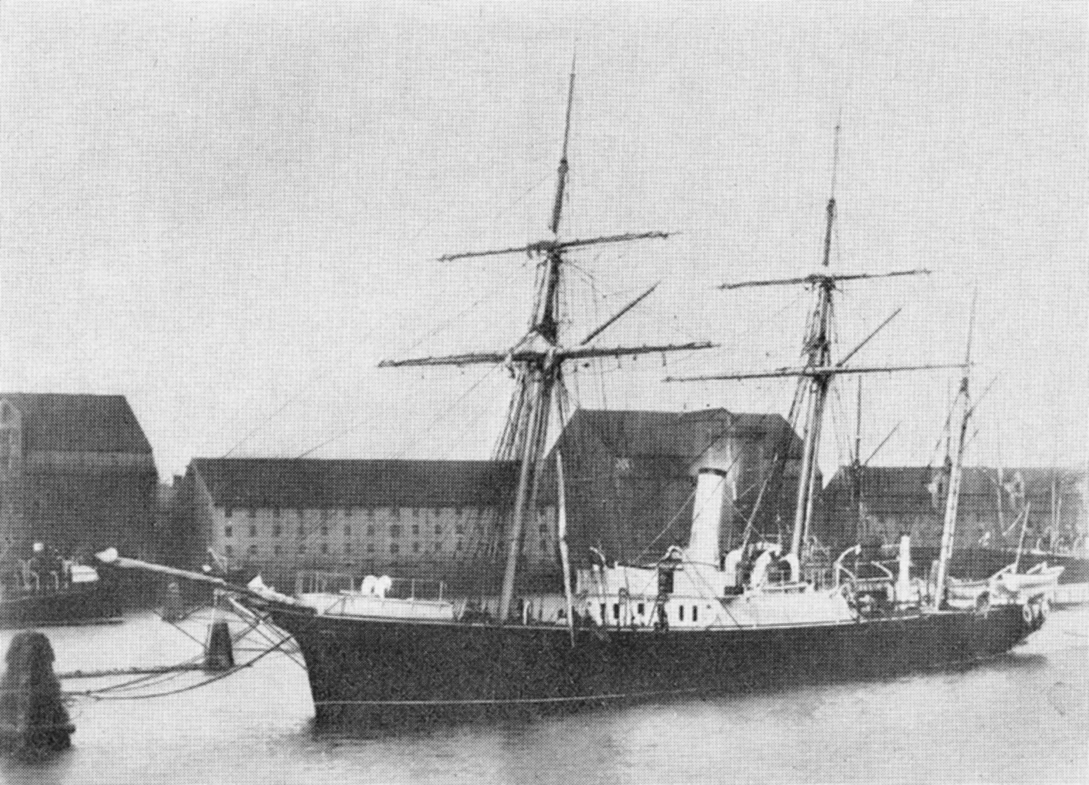
Die Fylla im Hafen von Kopenhagen

Carl Hartvig Ryder war der älteste Sohn des Kolonialwarenhändlers (oder Bäckermeisters) Frederik Valentin Ryder (1821–1909) und dessen Frau Henriette Sophie Cathrine Husmann (1836–1896). Sowohl väterlicherseits als auch mütterlicherseits war er ein Cousin des Handelschefs Carl Siegfred Ryder (1859–1921). Er schlug eine militärische Laufbahn in der Königlichen Dänischen Marine ein, die ihn bis 1897 zum Kaptajn aufsteigen ließ. Als Leutnant nahm er an der dänischen Arktisexpedition im Rahmen des Ersten Internationalen Polarjahrs 1882/83 teil, die unter der Leitung des Physikers Adam Paulsen stand. In der Station im grönländischen Godthåb (heute Nuuk) wurden meteorologische und erdmagnetische Beobachtungen vorgenommen. Im Mittelpunkt stand aber die Polarlichtforschung. Ryder nutzte zudem die Gelegenheit, die Ruinen der Westsiedlung der Grænlendingar zu untersuchen. Bereits 1884 war er mit der naturwissenschaftlichen Expedition des Botanikers Eugenius Warming an Bord des Schoners Fylla wieder in Westgrönland. Ein Jahr später nahm er an der Vermessung der westgrönländischen Küste zwischen Nuuk und Maniitsoq durch J. A. D. Jensen teil. 1886/87 leitete Ryder selbst eine Expedition, deren Ziel die Vermessung und Kartierung der Gegend um Upernavik war. Gemeinsam mit Christian Bloch (1559–1944) erforschte er die grönländische Westküste bis 74° 25′ Nord, wobei er im Februar und März 1887 Hundeschlitten und von Juni bis August Boote benutzte.

### Expedition nach Ostgrönland 1891/92

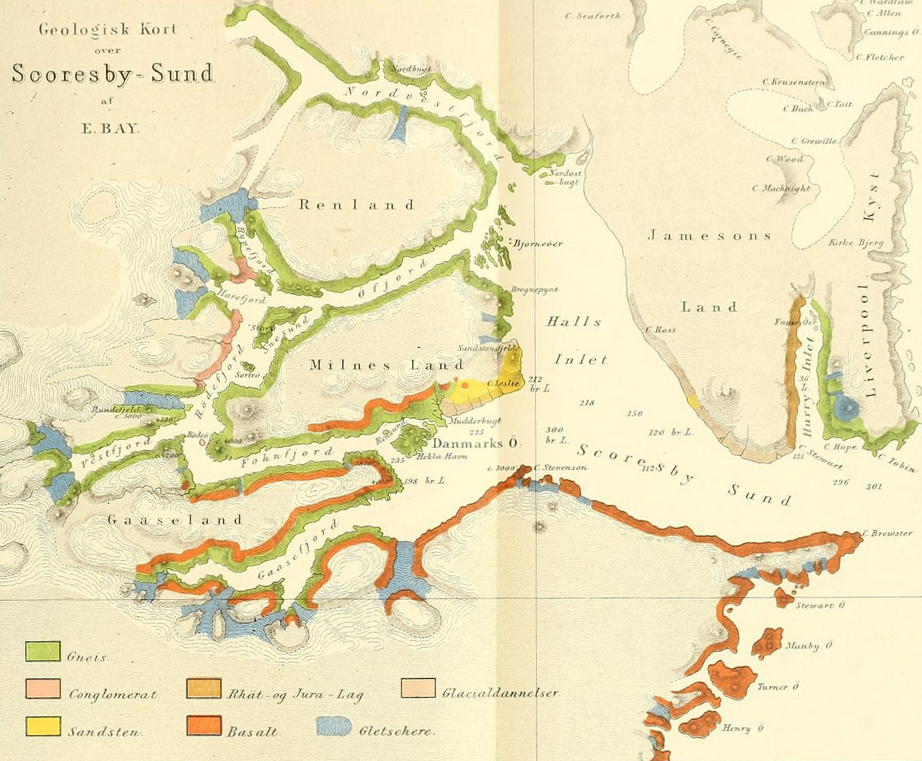
Nach Ryders Expedition von Edvard Bay erstellte geologische Karte des Scoresbysunds (1896)

Die dänische Marine betraute Ryder 1891 mit der schwierigen Aufgabe, einen weitgehend unbekannten Teil der Ostküste Grönlands zu kartieren. Der Süden der grönländischen Ostküste bis etwa 66° Nord war in den Jahren 1883 bis 1885 von Gustav Frederik Holm vermessen worden. Von hier bis zum Kejser Franz Joseph Fjord auf etwa 73° Nord, der 1870 von der Zweiten Deutschen Nordpolar-Expedition unter Carl Koldewey entdeckt und erforscht worden war, gab es keine detaillierte Kenntnis über den Küstenverlauf. Ryder wurde begleitet von Leutnant Helge Vedel (1863–1931), vom Zoologen und Geologen Edvard Bay, vom Botaniker Nikolaj Hartz, vom Schiffsarzt Henrik Deichmann (1871–1939) und vom westgrönländischen Dolmetscher Johan Petersen, der schon zu Holms Expeditionsmannschaft gehört hatte. Ryder hatte das Robbenfangschiff Hekla und ein kleines Dampfboot zu seiner Verfügung.
Die Hekla stieß am 20. Juni 1891 bereits 350 km vor der grönländischen Küste auf einen zunächst undurchdringbaren Eisgürtel. Das Schiff musste nach Norden bis zur Insel Shannon ausweichen und erreichte schließlich Kap Broer Ruys bei 73° 32′ Nord. Weil schweres Packeis die Einfahrt in den Kejser Franz Joseph Fjord verhinderte, fuhr die Hekla in dichtem Nebel langsam nach Süden, wobei Temperaturmessungen, Tiefenlotungen und sogar Schleppnetzzüge zur Erforschung der am Meeresboden lebenden Tiere vorgenommen wurden. Manchmal kam das Schiff tagelang nicht voran. Am 2. August lief die Hekla in den Scoresbysund ein, wo die Expeditionsteilnehmer am Kap Stewart an Land gingen. Die Vegetation war hier erstaunlich reich – Hartz fand 150 Arten von Blütenpflanzen. Ryder entschloss sich, im Scoresbysund zu überwintern und fand einen geeigneten Naturhafen im Süden der Insel Danmark Ø, den er Hekla Havn nannte. Im Herbst 1891 und Frühjahr 1892 erforschte die Expedition das ausgedehnte Fjordsystem mit dem Dampfboot. Auf Danmark Ø und an weiteren Orten wurden die Reste von 50 verlassenen Winterhäusern sowie Gräber und zahlreiche Artefakte gefunden, die zeigten, dass die Region bis vor relativ kurzer Zeit besiedelt war. Die Wissenschaftler entdeckten auch zahlreiche pflanzliche und tierische Fossilien. Als Ergebnis der Arbeiten entstanden detaillierte topographische und geologische Karten des Scoresbysunds.
Erst am 8. August 1892 konnte die Hekla ihr Winterquartier verlassen und sich einen Weg zum Ausgang des Scoresbysunds bahnen. Sie fuhr zunächst südwestlich an der Küste entlang, konnte aber in Eis und Nebel keine Vermessungsarbeiten ausführen. Am 19. August brach Ryder den Versuch ab und steuerte die Hekla nach Island, um die Kohlevorräte zu ergänzen. Anschließend fuhr er nach Ammassalik (heute Tasiilaq), in der Hoffnung, mit dem Dampfboot an der Küste nach Norden fahren zu können, was die Wetterbedingungen aber nicht gestatteten. Die Expedition blieb zwei Wochen in Ammassalik und legte eine große ethnologische Sammlung an. Am 24. September verließ sie Grönland und erreichte Kopenhagen am 12. Oktober 1892.

### Weiterer Lebensweg
1893 unternahm Ryder mit dem Schoner Diana eine Expedition nach Island und den Färöern. In den darauf folgenden Jahren hatte er das Kommando über verschiedene Schiffe. 1895 war er Kapitän des Kanonenboots Lille Bælt. 1897 bis 1899 fuhr er den Postdampfer nach Island, und 1901 befehligte er das Kanonenboot Falster. 1901/1902 auf dem Geschützten Kreuzer Valkyrien nach Dänisch-Westindien. Von 1902 bis 1907 war Ryder Stabschef im Marineministerium und danach bis zu seinem Tod im Jahre 1923 in Nachfolge von Adam Paulsen Direktor des Dänischen Meteorologischen Instituts. Er modernisierte diese Institution und beteiligte sich aktiv an der internationalen Zusammenarbeit auf dem Gebiet der Meteorologie.

## Familiäres
Carl Ryder war ab dem 15. Oktober 1888 mit Ida Caroline Helene Clara Wolff (1864–1933) verheiratet. Seine Tochter Ulla Ingrid wurde 1896 geboren.

## Ehrungen
Carl Ryder erhielt die folgenden Medaillen und Orden:
- Ritter (1901) und Kommandeur zweiter Klasse (1913) des Dannebrogordens,
- Dannebrogsmänner-Ehrenzeichen (1907).

Die folgenden geographischen Objekte sind nach ihm benannt:
- Kap Ryder (69° 6′ N, 25° 3′ W) an der Blosseville-Küste in Ostgrönland,[7]
- der Fluss Ryder Elv (71° 0′ N, 22° 29′ W) im Klitdal zwischen Jameson Land und Liverpool Land in Ostgrönland,[8]
- der Ryder Gletsjer (81° 38′ N, 49° 10′ W) in Nordgrönland,[9]
- die Inselgruppe Ryder Øer (74° 37′ N, 57° 45′ W) im äußersten Süden der Melville-Bucht in Westgrönland[10] und
- der Ryder Isfjord (Nuussuup Kangia) (74° 8′ N, 56° 30′ W) in der Avannaata Kommunia in Westgrönland.[11]

## Schriften (Auswahl)
- Om premierlieutenant C. Ryders iagttagelser over nordlyset i Upernivik, vinteren 1886–1887 (= Meddelelser om Grønland, Band 8, 1888, dänisch)
- Fra Krydseren „Fylla“s Togt til Island 1888. In: Geografisk Tidsskrift. Band 10, 1889–1890, S. 95–102 (dänisch)
- Grønlænderen Hans Hendrik. In: Geografisk Tidsskrift. Band 10, 1889–1890, S. 140–143 (dänisch)
- Den Østgrønlandske Expedition udført i Aarene 1891–92 under Ledelse af C. Ryder, Første del (= Meddelelser om Grønland, Band 17, 1895, dänisch)
- Den Østgrønlandske Expedition udført i Aarene 1891–92 under Ledelse af C. Ryder, Anden del (= Meddelelser om Grønland, Band 18, 1896, dänisch)
- Den Østgrønlandske Expedition udført i Aarene 1891–92 under Ledelse af C. Ryder, Tredie del (= Meddelelser om Grønland, Band 19, 1896, dänisch)